# Manhattan Building

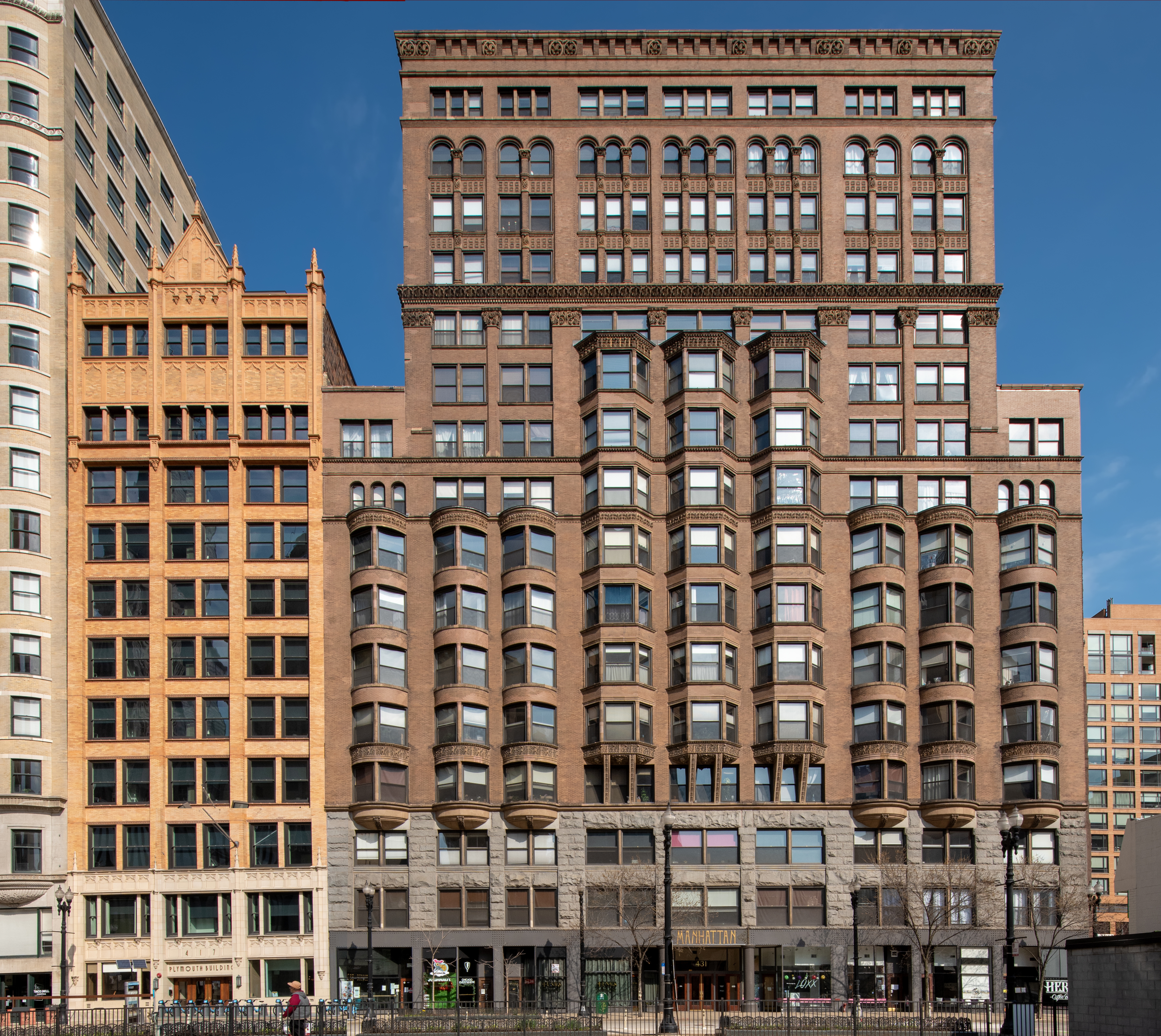
Le Manhattan Building.

Le Manhattan Building est un immeuble de 16 étages situé au 431 South Dearborn Street à Chicago, dans l'État de l'Illinois, aux États-Unis. Il a été conçu par l'architecte William Le Baron Jenney et construit entre 1889 et 1891. Il s'agit du plus ancien gratte-ciel au monde à utiliser une structure squelettique en acier. Le bâtiment a été inscrit au Registre national des lieux historiques (National Register of Historic Places) le 16 mars 1976 et désigné Chicago Landmark (CL) le 7 juillet 1978 par la ville de Chicago.
Les nombreuses baies vitrées ont été conçues afin d'optimiser un maximum de lumière naturelle dans les espaces intérieurs du bâtiment. La façade est faite de granite pour les étages inférieurs et de brique aux étages supérieurs ce qui a permis d'alléger le poids pour la structure en acier qui maintient l'immeuble.
La polyvalence et la force de la construction à ossature métallique a permis aux architectes et urbanistes de réaliser que la construction de gratte-ciel était tout à fait possible, comme en témoigne cette structure, qui a atteint une hauteur étonnante de 16 étages en 1891. Son architecte a été un pionnier dans le développement de grands immeubles.